# Шевченко Олександр Степанович
Олекса́ндр Степа́нович Шевче́нко (1904?, село Медвин Київської губернії, тепер Білоцерківського району Київської області — листопад 1972, місто Черкаси) — український радянський діяч, голова Черкаського міськвиконкому.

## Життєпис
Народився в селянській родині. Трудову діяльність розпочав у 1917 році в сільському господарстві.
Член ВКП(б) з 1930 року.
Перебував на відповідальній радянській, профспілковій та комсомольській роботі. Працював пропагандистом у партійних органах. Обирався секретарем районного комітету, секретарем окружного комітету та секретарем обласного комітету ВКП(б).
У 1950—1958 роках — 1-й секретар Смілянського міського комітету КП(б)У Київської (Черкаської) області; заступник голови виконавчого комітету Черкаської обласної ради депутатів трудящих.
У 1958—1963 роках — голова виконавчого комітету Черкаської міської ради депутатів трудящих Черкаської області.
У 1963—1968 роках — голова партійної комісії при Черкаському обласному комітеті КПУ.
З 1968 року — персональний пенсіонер союзного значення.
Помер на початку листопада 1972 року після важкої тривалої хвороби в Черкасах.

## Нагороди
- два ордени Трудового Червоного Прапора
- медалі